# TRNA (guanina-N7-)-metiltransferasi
La tRNA (guanina-N7-)-metiltransferasi è un enzima appartenente alla classe delle transferasi, che catalizza la seguente reazione:
S-adenosil-L-metionina + tRNA ⇄ S-adenosil-L-omocisteina + tRNA contenente N7-metilguanina